# DO ME
「DO ME」（ドゥーミー）は、日本の歌手・倖田來未の4作目の配信限定シングル。2019年7月17日に配信された。

## 解説
前作、「Summer Time」から1週間足らずでのペースでリリースされる、2019年第3弾デジタルシングルとなっている。
「“倖田來未”が1番忘れてはいけない原点、いま1番伝えたかったメッセージを注ぎ込んでいる曲」として、音楽シーンの流れも変わっていくなかで、倖田自身をオンリーワンな存在として確立し、「わたしはわたしだし、誰かになりたいワケじゃない」という、メッセージソング。

## 楽曲
1. DO ME [3:22]
作詞：KODA KUMI
作曲：T-SK, HIROMI, Joleen Belle

## 収録アルバム
- 『re(CORD)』
- 『BEST 〜2000-2020〜』(ファンクラブ限定盤)

## 収録ライブ映像
- 『KODA KUMI LIVE TOUR 2019 re(LIVE) -Black Cherry- & -JAPONESQUE-』(ファンクラブ限定盤)
  - 『KODA KUMI LIVE TOUR 2019 re(LIVE) 〜Black Cherry〜』(DANCERS IN ACTION)
  - 『KODA KUMI LIVE TOUR 2019 re(LIVE) 〜JAPONESQUE〜』(DANCERS IN ACTION)